# Flat Out (Buck Dharma)
| Recensione | Giudizio |
| ---------- | -------- |
| AllMusic   | [ 1 ]    |

Flat Out è l'unico album da solista del chitarrista e cantante statunitense Buck Dharma, pubblicato nel 1982 dalla Portrait Records.
Visto lo scarso successo commerciale, il chitarrista non registrò altri album solisti, ma nonostante l'inatteso flop vennero pubblicati due videoclip da due brani di questo disco: Born to Rock, Your Loving Heart.

## Tracce
1. Born to Rock – 3:24 (Donald Roeser, Neal Smith)
2. That Summer Night – 3:44 (Donald Roeser)
3. Cold Wind – 4:38 (Donald Roeser)
4. Your Loving Heart – 7:12 (Donald Roeser, Sandy Roeser)
5. Five Thirty-Five – 5:09 (Donald Roeser)
6. Wind Weather and Storm – 2:35 (Donald Roeser, Richard Meltzer)
7. All Tied Up – 4:16 (Donald Roeser)
8. Anwar's Theme / Gnop Gnip – 4:11 (Donald Roeser)
9. Come Softly to Me – 3:32 (Gretchen Christopher, Barbara Ellis, Gary Troxel)

Traccia bonus dell'edizione su CD
1. Gamera Is Missing – 6:27 (Donald Roeser) – Originariamente edito sulla compilation Guitar's Practicing Musicians Volume 3 del 1989.

## Formazione
- Donald "Buck Dharma" Roeser – voce, chitarra, batteria su Wind Weather and Storm, sintetizzatore su All Tied Up
- Sandy Roeser – voce su Come Softly to Me, cori su That Summer Night
- Rick Downey – batteria su Your Loving Heart, Five Thirty-Five e Anwar's Theme
- Neal Smith – batteria su Born to Rock e That Summer Night
- Dennis Dunaway – basso su Born to Rock
- Giis de Lang – chitarra ritmica su Born to Rock
- Richard Crooks – batteria su Cold Wind
- Will Lee – basso su Cold Wind e All Tied Up
- Billy Alessi – sintetizzatore su Cold Wind e All Tied Up
- Craig MacGregor – basso su Your Loving Heart, Five Thirty-Five e Anwar's Theme
- Spyke Grubb – cori su Five Thirty-Five
- Teruo Nakamura – basso su Wind Weather and Storm
- Richie Cannata – sassofono, clarinetto e arrangiamento fiati su Wind Weather and Storm
- Steve Jordan – batteria su All Tied Up
- Sue Evans – percussioni su Anwar's Theme e Come Softly to Me
- Ron Riddle – batteria su Gamera is Missing

### Personale tecnico
- Donald Roeser – produzione, ingegneria del suono
- Ken Kessie – ingegneria del suono
- Clay Hutchinson – ingegneria del suono su Cold Wind, All Tied Up e Come Softly to Me
- Jeff Kawalek – ingegneria del suono e remissaggio su Five Thirty-Five
- Tony Bongiovi – remissaggio su That Summer Night e Cold Wind
- Chris Isca – assistente ingegneria del suono
- Paul Mandl – assistente ingegneria del suono
- Barry Bongiovi – assistente ingegneria del suono
- Wayne Lewis – assistente ingegneria del suono
- Jimmy Sparling – assistente ingegneria del suono
- Bob Ludwig – mastering

### Grafica
- John Berg – design